# Dżalbul
Dżalbul (arab. جلبل) – wieś w Syrii, w muhafazie Aleppo. W 2004 roku liczyła 461 mieszkańców.